# Boko (Alphabet)
Boko (oder bookoo, nach Meinung einiger abgeleitet vom englischen Wort für Buch, book) ist eine Variante des lateinischen Alphabets, die im frühen 19. Jahrhundert von Europäern entwickelt wurde, um der Hausa-Sprache eine Schriftform zu geben.

## Geschichte
Im frühen 20. Jahrhundert wurde Boko durch die meist britischen, aber auch französischen Kolonialherren weiterentwickelt und als offizielle Schrift der Hausa-Sprache eingeführt. 1930 wurde es zum offiziellen Alphabet erklärt. Seit den 1950er Jahren hat sich Boko als meistverwendetes Hausa-Alphabet durchgesetzt.
Die auf dem Arabischen basierende Adschami-Schrift wird nur noch in den islamischen Schulen und großen Teilen der islamischen Literatur verwendet. Seit den 1980er Jahren wird in Nigeria Boko mithilfe des pannigerianischen Alphabets geschrieben.

## Alphabet
Boko besteht aus folgenden Zeichen:
| A a | B b | Ɓ   | C c      | D d | Ɗ ɗ   | E e | F f     | G g | H h | I i | J j    | K k | Ƙ ƙ  | L l |
| --- | --- | --- | -------- | --- | ----- | --- | ------- | --- | --- | --- | ------ | --- | ---- | --- |
| /a/ | /b/ | /ɓ/ | /tʃ/     | /d/ | /ɗ/   | /e/ | /ɸ/     | /ɡ/ | /h/ | /i/ | /(d)ʒ/ | /k/ | /kʼ/ | /l/ |
| M m | N n | O o | R r      | S s | Sh sh | T t | Ts ts   | U u | W w | Y y | Ƴ ƴ    | Z z | ʼ    |     |
| /m/ | /n/ | /o/ | /r/, /ɽ/ | /s/ | /ʃ/   | /t/ | /(t)sʼ/ | /u/ | /w/ | /j/ | /ʔʲ/   | /z/ | /ʔ/  |     |

Es gibt kleine Unterschiede zwischen dem in Niger und Nigeria verwendeten Boko, da sich die Aussprache im Französischen und Englischen unterscheidet. Der Buchstabe ƴ wird nur in Niger benutzt; in Nigeria wird dieser Laut als ʼy geschrieben.
Tonhöhe, Vokallänge, und die Unterscheidung zwischen /r/ und /ɽ/, die nicht von allen Sprechern gemacht wird, gehen aus dem Schriftbild nicht hervor. Zum Beispiel werden /daɡa/ („aus“) und /daːɡaː/ („Schlachtreihe“) beide daga geschrieben.

## Als Begriff für westliche Bildung
Abgeleitet vom Namen des Alphabets kann sich „Boko“ auch auf nicht-islamische (meist westliche) Bildung ('yan boko = „Moderne Schule“) oder Säkularismus beziehen. In diesem Sinne wird der Begriff etwa im Namen der terroristischen Vereinigung Boko Haram verwendet.